# Gautier Dautremer
Pour les articles homonymes, voir Dautremer.
Gautier Dautremer (né le 14 mars 1995 à Argenteuil) est un athlète français, spécialiste des épreuves de sprint.

## Carrière
Son club est depuis 2010 l'Entente Franconville Césame Val-d'Oise.
En portant son record personnel sur 200 m à 20 s 66 le 15 juillet 2017, il remporte la médaille d'argent lors des Championnats d'Europe espoirs à Bydgoszcz.